# تورووکا، استان پدلاسکی
تورووکا، استان پدلاسکی (به لاتین: Turówka, Podlaskie Voivodeship) یک منطقهٔ مسکونی در لهستان است که در Gmina Augustów واقع شده‌است.